# Borst
Borst (Leontodon) er udbredt i Europa og Asien. Det er stauder med en grundstillet roset af smalle, tandede-fligede blade. Den bladløse stængel bærer én eller få kurve. Blomsterne er gule. Slægten består af omkring 50 arter.

## Arter
Her omtales kun de arter, som er vildtvoksende i Danmark.
- Høstborst (Leontodon autumnalis)
  - Nordlig borst (Leontodon autumnalis var. taraxaci) eller nordlig høstborst.
- Stivhåret borst (Leontodon hispidus)
- Hundesalat (Leontodon saxatilis)